# Saga (stad)
Saga (Japans: 佐賀市, Saga-shi) is de hoofdstad van de  prefectuur Saga op het eiland Kyushu, Japan. Op 1 mei 2020 had de stad 233.068 inwoners. De bevolkingsdichtheid bedroeg 540 inw./km². De oppervlakte van de stad is 431,84 km².
De stad werd gesticht op 1 april 1889.

## Fusies
- Op 1 oktober 2005  werden de gemeenten Morodomi, Yamato en Fuji (allen van het District Saga) en de gemeente Mitsuse van het District Kanzaki aangehecht bij de stad Saga.
- Op 1 oktober 2007 werden de overblijvende gemeenten van het District Saga (Higashiyoka, Kawasoe en Kubota) aangehecht bij de stad Saga . Het District Saga hield op te bestaan.

## Bezienswaardigheden
Jaarlijks wordt er in het begin van november een grote luchtballonmanifestatie gehouden, de "Saga International Balloon Fiesta". 